# Elfi Eder
Elfriede "Elfi" Eder, född 5 januari 1970 i Leogang, är en österrikisk tidigare alpin skidåkerska.
Hon tävlade för Grenada åren 1998–1999, efter att tidigare ha tävlat för Österrike.
Sylvia Eder är hennes storasyster.

## Världscupdeltävlingsvinster
| Datum            | PLats                  | Disciplin |
| ---------------- | ---------------------- | --------- |
| 18 november 1995 | Vail                   | Slalom    |
| 17 december 1995 | Sankt Anton am Arlberg | Slalom    |
| 30 december 1995 | Semmering              | Slalom    |

### Fotnoter
1. ↑  ”Elfi Eder”. Sports Reference.com. Arkiverad från originalet den 27 januari 2010. https://web.archive.org/web/20100127174043/http://www.sports-reference.com/olympics/athletes/ed/elfi-eder-1.html.
2. ↑  ”SKIING: Eder quits Austria to represent Grenada”. The Independent. 7 oktober 1998. http://www.independent.co.uk/sport/skiing-eder-quits-austria-to-represent-grenada-1176731.html.
3. ↑  Scott, Bill (15 februari 1993). ”Skiing:Family affair for the Eders”. The Independent. http://www.independent.co.uk/sport/skiing-family-affair-for-the-eders-1473184.html.